# Nýrská kauza
Nýrská kauza je medializovaný případ odebrání dětí z rodiny klatovským OSPODem, který vyústil v sebevraždu otce dětí vyšetřovaného pro zneužívání jedné ze svých dcer. O klatovském OSPODu se psalo již před touto kauzou, a to v souvislosti s aférou Půlnoční Bouře.

## Okolnosti vzniku
V lednu 2015 byla u dívky Lucie v předškolním věku zjištěna vada řeči. Dětská lékařka vystavila dívce doporučení logopedovi. Klatovské klinické logopedky tehdy nepřijímaly nové pacienty, a z tohoto důvodu se Marta J. obrátila na soukromou praxi speciální pedagožky D. Bezděkové. Na základě rozhovoru s dítětem se speciální pedagožka obrátila na dětskou psycholožku I. Holubcovou. Následně došlo k oznámení na Policii ČR.

## Policejní vyšetřování, odebrání dětí, sebevražda prošetřovaného
Při třetí návštěvě ordinace speciální pedagožky došlo k zadržení otce dívky Vlastimila K. přímo před ordinací D. Bezděkové. Dcera Lucie byla z ordinace odvezena sociálními pracovnicemi na policii k výslechu znalcem. Vlastimil K. byl předveden k výslechu a následně i jeho družka Marta J.
Zadržení bylo na základě podezření ze sexuálního obtěžování dcery. Na základě těchto zjištění následně OSPOD rozhodl o odebrání dvou dcer partnerů ze společné domácnosti. Otci byl klatovským OSPODem zakázán jakýkoliv styk s dcerami po dobu vyšetřování pod hrozbou vazby. Marta J. se vyjádřila, že partnerovi věří, policie jí však podle jejích slov nedůvěřovala. Podle vedoucí odboru sociálních věcí a zdravotnictví Městského úřadu v Klatovech jednaly úřady preventivně. Podle časopisu Reflex dítě o zneužívání mělo mluvit výhradně v rozhovoru se speciální pedagožkou, která celou kauzu iniciovala.
Počátkem následujícího týdne oslovili partneři řadu právníků. Všichni oslovení se odmítli kauzy účastnit. Marta J. se rozhodla odejít 23. ledna 2015 do azylového domu. Vlastimil K. následně spáchal sebevraždu.

## Medializace a následné dění
Spouštěčem k medializaci kauzy byly příspěvky na veřejných internetových fórech. Texty se poté šířily po sociálních sítích, zhruba po týdnu se kauza začala medializovat. Jako první o kauze informoval Klatovský deník, případem se poté začala zabývat bulvární i mainstreamová média.   D. Bezděková si později stěžovala na napadání a výhrůžky v důsledku medializace případu. 
Případ prošetřování obvinění z pohlavního zneužívání byl na základě sebevraždy prošetřovaného odložen s konstatováním, že nelze prokázat vinu ani nevinu prošetřovaného. Stíhání tudíž nemohlo proběhnout z důvodu jeho úmrtí.
Kauza se stala i politickým tématem, byla uváděna do souvislosti s případem rodiny Michalákových. Podnítila i širší diskuzi o obviněních ze zneužívání a destruktivních dopadech na zúčastněné, na otázku zneužívání i na falešná obvinění. Rovněž se řešila role médií a kvalifikace osob ve věci vystupujících v roli odborníků.  
Marta J., která se podle serveru Novinky.cz se smrtí partnera těžce vyrovnávala, se stala terčem stalkera, který se do ní zamiloval. 
V případu byla podána trestní oznámení, mj. ze strany Asociace klinických logopedů na D. Bezděkovou pro neoprávněné podnikání. Marta J. žalovala stát o odškodné 34 milionů Kč, podle týdeníku Týden chtěla očistit jméno svého obviněného druha Vlastimila K. Žalobu posléze stáhla.